# Llista de topònims de Lliçà d'Amunt
Llista de topònims (noms propis de lloc) del municipi de Lliçà d'Amunt, al Vallès Oriental
Informació actualitzada per un bot. Els canvis manuals es perdran quan s'actualitzi!

## casa
| imatge | Nom                    | Ubicat a      | instància de | Detalls                     | coordenades                                                             | Protecció                                  | Commons (més fotos) | Dades a WD                    |
| ------ | ---------------------- | ------------- | ------------ | --------------------------- | ----------------------------------------------------------------------- | ------------------------------------------ | ------------------- | ----------------------------- |
|        | Ca l'Artigues del Pla  | Lliçà d'Amunt | casa         | Estil: arquitectura popular | 41° 36′ 47″ N, 2° 14′ 17″ E / 41.61318°N,2.23797°E ca:Anselm Clavé, 147 | bé integrant del patrimoni cultural català |                     | Modifica les dades a Wikidata |
|        | la Torre de Cal Manent | Lliçà d'Amunt | casa         | Estil: noucentisme          | 41° 35′ 02″ N, 2° 12′ 11″ E / 41.58402°N,2.20298°E                      | bé cultural d'interès local                |                     | Modifica les dades a Wikidata |

## entitat singular de població
| imatge | Nom         | Ubicat a      | instància de                                                 | Detalls  | coordenades                                                       | Protecció | Commons (més fotos) | Dades a WD                    |
| ------ | ----------- | ------------- | ------------------------------------------------------------ | -------- | ----------------------------------------------------------------- | --------- | ------------------- | ----------------------------- |
|        | Palaudàries | Lliçà d'Amunt | entitat singular de població ens local històric de Catalunya | 6216 hab | 41° 36′ 28″ N, 2° 12′ 03″ E / 41.60776537°N,2.20071888°E 157 msnm |           |                     | Modifica les dades a Wikidata |
|        | el Pla      | Lliçà d'Amunt | entitat singular de població                                 | 5201 hab | 41° 36′ 40″ N, 2° 14′ 18″ E / 41.61098359°N,2.23831648°E 142 msnm |           |                     | Modifica les dades a Wikidata |
|        | la Serra    | Lliçà d'Amunt | entitat singular de població                                 | 4808 hab | 41° 37′ 11″ N, 2° 12′ 41″ E / 41.61962958°N,2.21143541°E 211 msnm |           |                     | Modifica les dades a Wikidata |

## església
| imatge | Nom                            | Ubicat a      | instància de | Detalls                      | coordenades                                                     | Protecció                                  | Commons (més fotos)                         | Dades a WD                    |
| ------ | ------------------------------ | ------------- | ------------ | ---------------------------- | --------------------------------------------------------------- | ------------------------------------------ | ------------------------------------------- | ----------------------------- |
|        | Ermita romànica de Santa Justa | Lliçà d'Amunt | església     | Estil: arquitectura romànica | 41° 37′ 32″ N, 2° 14′ 54″ E / 41.6256°N,2.24833°E               | bé integrant del patrimoni cultural català | Santa Justa i Santa Rufina de Lliçà d'Amunt | Modifica les dades a Wikidata |
|        | Sant Baldiri                   | Lliçà d'Amunt | església     | Estil: arquitectura popular  | 41° 36′ 25″ N, 2° 14′ 09″ E / 41.6069°N,2.23586°E 145 msnm      | bé integrant del patrimoni cultural català | Sant Baldiri (Lliçà d'Amunt)                | Modifica les dades a Wikidata |
|        | Sant Esteve de Palaudàries     | Lliçà d'Amunt | església     |                              | 41° 36′ 28″ N, 2° 12′ 01″ E / 41.60777778°N,2.20027778°E        | bé integrant del patrimoni cultural català | Sant Esteve de Palaudàries                  | Modifica les dades a Wikidata |
|        | Sant Julià de Lliçà d'Amunt    | Lliçà d'Amunt | església     | Estil: arquitectura romànica | 41° 36′ 39″ N, 2° 14′ 17″ E / 41.61096111°N,2.238125°E 150 msnm | bé integrant del patrimoni cultural català | Sant Julià de Lliçà d'Amunt                 | Modifica les dades a Wikidata |
|        | Sant Valerià de Robers         | Lliçà d'Amunt | església     | Estil: arquitectura popular  | 41° 36′ 15″ N, 2° 12′ 46″ E / 41.604279°N,2.212751°E 145 msnm   | bé integrant del patrimoni cultural català | Sant Valerià de Robers                      | Modifica les dades a Wikidata |

## masia
| imatge | Nom                        | Ubicat a      | instància de         | Detalls                                                      | coordenades | Protecció                                  | Commons (més fotos)         | Dades a WD                    |
| ------ | -------------------------- | ------------- | -------------------- | ------------------------------------------------------------ | --- | ------------------------------------------ | --------------------------- | ----------------------------- |
|        | Ca l'Aguilar               | Lliçà d'Amunt | masia                |                                                              | 41° 36′ 33″ N, 2° 14′ 46″ E / 41.6091819706888°N,2.24619604343585°E                                               |                                            |                             | Modifica les dades a Wikidata |
|        | Ca l'Amell Gros            | Lliçà d'Amunt | masia                | Estil: arquitectura popular                                  | 41° 37′ 40″ N, 2° 14′ 49″ E / 41.6279°N,2.24694°E ca:Barri de Santa Justa 145 msnm                                | bé integrant del patrimoni cultural català | Ca l'Amell Gros             | Modifica les dades a Wikidata |
|        | Ca l'Artigues de la Serra  | Lliçà d'Amunt | masia                |                                                              | 41° 37′ 09″ N, 2° 12′ 49″ E / 41.61912°N,2.21358°E ca:Artigues, 38 145 msnm                                       | bé integrant del patrimoni cultural català | Ca l'Artigues de la Serra   | Modifica les dades a Wikidata |
|        | Ca l'Emília                | Lliçà d'Amunt | masia                |                                                              | 41° 36′ 10″ N, 2° 15′ 03″ E / 41.6026736770107°N,2.25092788905088°E                                               |                                            |                             | Modifica les dades a Wikidata |
|        | Ca l'Espatllat             | Lliçà d'Amunt | masia                |                                                              | 41° 36′ 31″ N, 2° 14′ 58″ E / 41.6086354476763°N,2.24939476306049°E                                               |                                            |                             | Modifica les dades a Wikidata |
|        | Ca l'Estapé                | Lliçà d'Amunt | masia                | Estil: arquitectura popular                                  | 41° 36′ 28″ N, 2° 13′ 20″ E / 41.607797128478°N,2.22219779542698°E 177 msnm                                       | bé integrant del patrimoni cultural català |                             | Modifica les dades a Wikidata |
|        | Ca l'Oliveres              | Lliçà d'Amunt | masia Ús: biblioteca | 2010                                                         | 41° 36′ 59″ N, 2° 14′ 18″ E / 41.616443°N,2.238435°E es:c/ Castelló de la Plana, 11                               | bé cultural d'interès local                | Ca l'Oliveres               | Modifica les dades a Wikidata |
|        | Ca l'Oller                 | Lliçà d'Amunt | masia                |                                                              | 41° 37′ 26″ N, 2° 14′ 07″ E / 41.6239716333927°N,2.23526805714468°E                                               |                                            |                             | Modifica les dades a Wikidata |
|        | Ca l'Orlau                 | Lliçà d'Amunt | masia                | Estil: arquitectura popular                                  | 41° 35′ 52″ N, 2° 15′ 09″ E / 41.59771°N,2.25253°E                                                                | bé integrant del patrimoni cultural català | Ca l'Orlau                  | Modifica les dades a Wikidata |
|        | Ca la Miquela              | Lliçà d'Amunt | masia                | Estil: arquitectura popular                                  | 41° 36′ 09″ N, 2° 14′ 31″ E / 41.60239°N,2.24199°E                                                                | bé integrant del patrimoni cultural català |                             | Modifica les dades a Wikidata |
|        | Ca les Ànimes              | Lliçà d'Amunt | masia                |                                                              | 41° 36′ 21″ N, 2° 15′ 00″ E / 41.605954474611°N,2.2500298155367°E                                                 |                                            |                             | Modifica les dades a Wikidata |
|        | Cal Frare                  | Lliçà d'Amunt | masia                |                                                              | 41° 37′ 18″ N, 2° 13′ 18″ E / 41.6216384050777°N,2.2217914086504°E                                                |                                            |                             | Modifica les dades a Wikidata |
|        | Cal Rellotger              | Lliçà d'Amunt | masia                |                                                              | 41° 36′ 46″ N, 2° 15′ 10″ E / 41.6127924971854°N,2.25288719468937°E                                               |                                            |                             | Modifica les dades a Wikidata |
|        | Can Ballestà               | Lliçà d'Amunt | masia                | Estil: arquitectura popular                                  | 41° 37′ 42″ N, 2° 13′ 31″ E / 41.628436°N,2.225216°E ca:Camí de Can Ballestà 196 msnm                             | bé cultural d'interès local                |                             | Modifica les dades a Wikidata |
|        | Can Barraquer              | Lliçà d'Amunt | masia                |                                                              | 41° 37′ 33″ N, 2° 12′ 49″ E / 41.625897916591°N,2.21372115923583°E                                                |                                            |                             | Modifica les dades a Wikidata |
|        | Can Barrina                | Lliçà d'Amunt | masia                |                                                              | 41° 37′ 49″ N, 2° 13′ 40″ E / 41.6301717848997°N,2.22766743923663°E                                               |                                            |                             | Modifica les dades a Wikidata |
|        | Can Bosch                  | Lliçà d'Amunt | masia                | Estil: arquitectura popular                                  | 41° 36′ 50″ N, 2° 13′ 44″ E / 41.614°N,2.22887°E                                                                  | bé cultural d'interès local                | Can Bosch                   | Modifica les dades a Wikidata |
|        | Can Bossi                  | Lliçà d'Amunt | masia                |                                                              | 41° 37′ 27″ N, 2° 14′ 32″ E / 41.6241176787885°N,2.24236082058635°E                                               |                                            |                             | Modifica les dades a Wikidata |
|        | Can Caponet                | Lliçà d'Amunt | masia                |                                                              | 41° 37′ 16″ N, 2° 13′ 11″ E / 41.621065647136°N,2.2198459235509°E                                                 |                                            |                             | Modifica les dades a Wikidata |
|        | Can Carena                 | Lliçà d'Amunt | masia                | Estil: arquitectura popular                                  | 41° 37′ 32″ N, 2° 12′ 48″ E / 41.62559°N,2.21334°E                                                                | bé integrant del patrimoni cultural català |                             | Modifica les dades a Wikidata |
|        | Can Carlons                | Lliçà d'Amunt | masia                |                                                              | 41° 36′ 12″ N, 2° 15′ 02″ E / 41.6032020115148°N,2.25045376528603°E                                               |                                            |                             | Modifica les dades a Wikidata |
|        | Can Carreres               | Lliçà d'Amunt | masia                | Estil: arquitectura popular                                  | 41° 37′ 01″ N, 2° 14′ 04″ E / 41.61691°N,2.23448°E                                                                | bé integrant del patrimoni cultural català | Can Carrera (Lliçà d'Amunt) | Modifica les dades a Wikidata |
|        | Can Colomer                | Lliçà d'Amunt | masia                |                                                              | 41° 37′ 44″ N, 2° 13′ 01″ E / 41.6287663107133°N,2.21696368853145°E                                               |                                            |                             | Modifica les dades a Wikidata |
|        | Can Comes                  | Lliçà d'Amunt | masia                |                                                              | 41° 37′ 05″ N, 2° 14′ 54″ E / 41.61803°N,2.24836°E ca:Crtra. C-1415, km 8, a 500 m                                | bé cultural d'interès local                | Can Comes (Lliça d'Amunt)   | Modifica les dades a Wikidata |
|        | Can Coscó                  | Lliçà d'Amunt | masia                | Estil: arquitectura popular 16th century                     | 41° 36′ 15″ N, 2° 12′ 45″ E / 41.6040738461349°N,2.21245011489605°E ca:Pg. Sant Valerià / Mercè Rodoreda 212 msnm | bé cultural d'interès local                | Can Coscó (Lliçà d'Amunt)   | Modifica les dades a Wikidata |
|        | Can Dunyó                  | Lliçà d'Amunt | masia                | Estil: arquitectura popular                                  | 41° 35′ 59″ N, 2° 14′ 56″ E / 41.59971667°N,2.24880833°E                                                          | bé integrant del patrimoni cultural català |                             | Modifica les dades a Wikidata |
|        | Can Feu                    | Lliçà d'Amunt | masia                |                                                              | 41° 37′ 50″ N, 2° 14′ 26″ E / 41.630555555556°N,2.2405555555556°E ca:Camí de Can Feu                              | bé cultural d'interès local                | Can Feu de Lliçà d'Amunt    | Modifica les dades a Wikidata |
|        | Can Font                   | Lliçà d'Amunt | masia                |                                                              | 41° 36′ 26″ N, 2° 15′ 49″ E / 41.6073230131608°N,2.26372729227571°E                                               |                                            |                             | Modifica les dades a Wikidata |
|        | Can Francí                 | Lliçà d'Amunt | masia                |                                                              | 41° 36′ 34″ N, 2° 14′ 24″ E / 41.60945°N,2.24011°E ca:Doctor Bonet, 15-21                                         | bé cultural d'interès local                |                             | Modifica les dades a Wikidata |
|        | Can Franquesa              | Lliçà d'Amunt | masia                |                                                              | 41° 36′ 13″ N, 2° 15′ 47″ E / 41.6035533573176°N,2.26300212249144°E                                               |                                            |                             | Modifica les dades a Wikidata |
|        | Can Gallet                 | Lliçà d'Amunt | masia                |                                                              | 41° 36′ 38″ N, 2° 15′ 12″ E / 41.6106058642895°N,2.25321246865605°E                                               |                                            |                             | Modifica les dades a Wikidata |
|        | Can Genes                  | Lliçà d'Amunt | masia                |                                                              | 41° 37′ 11″ N, 2° 13′ 18″ E / 41.6196741090498°N,2.22168298812829°E                                               |                                            |                             | Modifica les dades a Wikidata |
|        | Can Genís                  | Lliçà d'Amunt | masia                | Estil: arquitectura popular                                  | 41° 36′ 18″ N, 2° 15′ 05″ E / 41.6051094234562°N,2.25151175167034°E                                               | bé integrant del patrimoni cultural català |                             | Modifica les dades a Wikidata |
|        | Can Guadanya               | Lliçà d'Amunt | masia                | Estil: arquitectura popular                                  | 41° 36′ 23″ N, 2° 14′ 34″ E / 41.60642°N,2.24271°E                                                                | bé integrant del patrimoni cultural català |                             | Modifica les dades a Wikidata |
|        | Can Guineu Nou             | Lliçà d'Amunt | masia                |                                                              | 41° 37′ 45″ N, 2° 13′ 29″ E / 41.6292419328399°N,2.22467724846°E                                                  |                                            |                             | Modifica les dades a Wikidata |
|        | Can Jan Jaumira            | Lliçà d'Amunt | masia                |                                                              | 41° 36′ 32″ N, 2° 14′ 41″ E / 41.6090189354284°N,2.24468576320395°E                                               |                                            |                             | Modifica les dades a Wikidata |
|        | Can Jaumira                | Lliçà d'Amunt | masia                |                                                              | 41° 36′ 30″ N, 2° 15′ 02″ E / 41.6083009511908°N,2.25058676738623°E                                               |                                            |                             | Modifica les dades a Wikidata |
|        | Can Joan Fonts             | Lliçà d'Amunt | masia                |                                                              | 41° 36′ 16″ N, 2° 14′ 50″ E / 41.6045582884866°N,2.24711390535649°E                                               |                                            |                             | Modifica les dades a Wikidata |
|        | Can Lledó                  | Lliçà d'Amunt | masia                | Estil: arquitectura popular                                  | 41° 35′ 07″ N, 2° 12′ 21″ E / 41.58527°N,2.20573°E ca:Urbanització Can Lledó. Crtra. Parets-Bigues                | bé integrant del patrimoni cultural català | Can Lledó (Lliçà d'Amunt)   | Modifica les dades a Wikidata |
|        | Can Llogari                | Lliçà d'Amunt | masia                |                                                              | 41° 38′ 05″ N, 2° 13′ 29″ E / 41.6346560060926°N,2.22479245952656°E                                               |                                            |                             | Modifica les dades a Wikidata |
|        | Can Magrana                | Lliçà d'Amunt | masia                |                                                              | 41° 36′ 49″ N, 2° 12′ 47″ E / 41.6136336965806°N,2.21292194595993°E                                               |                                            |                             | Modifica les dades a Wikidata |
|        | Can Majoral                | Lliçà d'Amunt | masia                |                                                              | 41° 36′ 28″ N, 2° 14′ 53″ E / 41.6078070719919°N,2.2480602318204°E                                                |                                            |                             | Modifica les dades a Wikidata |
|        | Can Majoralet              | Lliçà d'Amunt | masia                |                                                              | 41° 36′ 32″ N, 2° 15′ 07″ E / 41.6088863562256°N,2.25196015230462°E                                               |                                            |                             | Modifica les dades a Wikidata |
|        | Can Manent (Lliçà d'Amunt) | Lliçà d'Amunt | masia                |                                                              | 41° 35′ 03″ N, 2° 12′ 11″ E / 41.584231°N,2.203062°E                                                              |                                            |                             | Modifica les dades a Wikidata |
|        | Can Marlès                 | Lliçà d'Amunt | masia                | Estil: arquitectura popular                                  | 41° 36′ 39″ N, 2° 15′ 02″ E / 41.61075°N,2.25065°E ca:Barri de Can Merlès, 12                                     | bé cultural d'interès local                |                             | Modifica les dades a Wikidata |
|        | Can Masvell                | Lliçà d'Amunt | masia                |                                                              | 41° 35′ 52″ N, 2° 11′ 53″ E / 41.5977314340409°N,2.19792407004956°E                                               |                                            |                             | Modifica les dades a Wikidata |
|        | Can Menció                 | Lliçà d'Amunt | masia                |                                                              | 41° 38′ 03″ N, 2° 13′ 30″ E / 41.6341804468654°N,2.22506229157661°E                                               |                                            |                             | Modifica les dades a Wikidata |
|        | Can Molet                  | Lliçà d'Amunt | masia                |                                                              | 41° 36′ 38″ N, 2° 14′ 07″ E / 41.6105957540135°N,2.23523402970446°E                                               |                                            |                             | Modifica les dades a Wikidata |
|        | Can Moncau                 | Lliçà d'Amunt | masia                | Estil: arquitectura popular arquitectura gòtica 16th century | 41° 36′ 00″ N, 2° 15′ 14″ E / 41.60012°N,2.254°E ca:Polígon de Can Moncau                                         | bé integrant del patrimoni cultural català | Can Moncau                  | Modifica les dades a Wikidata |
|        | Can Noi Xic                | Lliçà d'Amunt | masia                |                                                              | 41° 36′ 34″ N, 2° 14′ 54″ E / 41.609331368973°N,2.24837857224678°E                                                |                                            |                             | Modifica les dades a Wikidata |
|        | Can Palaudàries            | Palaudàries   | masia casa pairal    |                                                              | 41° 36′ 28″ N, 2° 12′ 00″ E / 41.6079°N,2.20004°E                                                                 | bé cultural d'interès local                | Can Palaudàries             | Modifica les dades a Wikidata |
|        | Can Pasqual                | Lliçà d'Amunt | masia                | Estil: arquitectura popular                                  | 41° 35′ 44″ N, 2° 12′ 07″ E / 41.5956251331209°N,2.20200578253564°E                                               | bé cultural d'interès local                |                             | Modifica les dades a Wikidata |
|        | Can Patafa                 | Lliçà d'Amunt | masia                |                                                              | 41° 37′ 28″ N, 2° 13′ 10″ E / 41.6244680769308°N,2.21934452504848°E                                               |                                            |                             | Modifica les dades a Wikidata |
|        | Can Pau Gall               | Lliçà d'Amunt | masia                |                                                              | 41° 36′ 36″ N, 2° 15′ 07″ E / 41.6101209512525°N,2.25205390414942°E                                               |                                            |                             | Modifica les dades a Wikidata |
|        | Can Pau Prat               | Lliçà d'Amunt | masia                |                                                              | 41° 37′ 41″ N, 2° 13′ 41″ E / 41.6279672250704°N,2.22799387525543°E                                               |                                            |                             | Modifica les dades a Wikidata |
|        | Can Pau Xic                | Lliçà d'Amunt | masia                |                                                              | 41° 37′ 20″ N, 2° 13′ 16″ E / 41.6222274636986°N,2.22099207150775°E                                               |                                            |                             | Modifica les dades a Wikidata |
|        | Can Pedrós                 | Lliçà d'Amunt | masia                |                                                              | 41° 36′ 31″ N, 2° 15′ 17″ E / 41.6086245364006°N,2.25463947649664°E                                               |                                            |                             | Modifica les dades a Wikidata |
|        | Can Pere Riera             | Lliçà d'Amunt | masia                |                                                              | 41° 36′ 53″ N, 2° 14′ 53″ E / 41.6147780259874°N,2.24796726833431°E                                               |                                            |                             | Modifica les dades a Wikidata |
|        | Can Portabella             | Lliçà d'Amunt | masia                |                                                              | 41° 37′ 34″ N, 2° 14′ 03″ E / 41.6260717912553°N,2.23413881901677°E                                               |                                            |                             | Modifica les dades a Wikidata |
|        | Can Puig                   | Lliçà d'Amunt | masia                | Estil: arquitectura popular                                  | 41° 36′ 43″ N, 2° 14′ 16″ E / 41.61181°N,2.23775°E ca:Costa de Can Puig                                           | bé cultural d'interès local                | Can Puig (Lliçà d'Amunt)    | Modifica les dades a Wikidata |
|        | Can Pujal                  | Lliçà d'Amunt | masia                | Estil: arquitectura popular                                  | 41° 37′ 25″ N, 2° 14′ 05″ E / 41.62357°N,2.2346°E                                                                 | bé integrant del patrimoni cultural català | Can Pujal (Lliçà d'Amunt)   | Modifica les dades a Wikidata |
|        | Can Quimet Gall            | Lliçà d'Amunt | masia                |                                                              | 41° 36′ 39″ N, 2° 15′ 15″ E / 41.6109092341504°N,2.25415710930457°E                                               |                                            |                             | Modifica les dades a Wikidata |
|        | Can Ramon                  | Lliçà d'Amunt | masia                | Estil: arquitectura popular                                  | 41° 36′ 38″ N, 2° 14′ 47″ E / 41.6105078931829°N,2.24648064964571°E                                               | bé integrant del patrimoni cultural català |                             | Modifica les dades a Wikidata |
|        | Can Riera                  | Lliçà d'Amunt | masia                |                                                              | 41° 37′ 49″ N, 2° 13′ 27″ E / 41.630230047795°N,2.22428123746664°E                                                |                                            |                             | Modifica les dades a Wikidata |
|        | Can Riereta                | Lliçà d'Amunt | masia                |                                                              | 41° 36′ 39″ N, 2° 15′ 21″ E / 41.6107213574609°N,2.25574350219368°E                                               |                                            |                             | Modifica les dades a Wikidata |
|        | Can Roca                   | Lliçà d'Amunt | masia                |                                                              | 41° 37′ 32″ N, 2° 14′ 05″ E / 41.6256424397901°N,2.23458806642339°E                                               |                                            |                             | Modifica les dades a Wikidata |
|        | Can Roca Vell              | Lliçà d'Amunt | masia                |                                                              | 41° 37′ 24″ N, 2° 14′ 53″ E / 41.6232989504122°N,2.24798830606177°E                                               |                                            |                             | Modifica les dades a Wikidata |
|        | Can Roget                  | Lliçà d'Amunt | masia                |                                                              | 41° 37′ 09″ N, 2° 13′ 30″ E / 41.6190292854207°N,2.22489561277663°E                                               |                                            |                             | Modifica les dades a Wikidata |
|        | Can Ros                    | Lliçà d'Amunt | masia                | Estil: arquitectura popular                                  | 41° 38′ 01″ N, 2° 13′ 41″ E / 41.63362°N,2.22817°E ca:Can Ros. Polígon 3, parcel·la 17                            | bé integrant del patrimoni cultural català | Can Ros                     | Modifica les dades a Wikidata |
|        | Can Roure                  | Lliçà d'Amunt | masia                |                                                              | 41° 35′ 35″ N, 2° 12′ 04″ E / 41.593014113446°N,2.2009864930895°E                                                 |                                            |                             | Modifica les dades a Wikidata |
|        | Can Rovira                 | Lliçà d'Amunt | masia                | Estil: arquitectura popular                                  | 41° 35′ 48″ N, 2° 11′ 50″ E / 41.596591575144°N,2.1973426748898°E                                                 | bé integrant del patrimoni cultural català |                             | Modifica les dades a Wikidata |
|        | Can Sabater                | Lliçà d'Amunt | masia                |                                                              | 41° 37′ 17″ N, 2° 15′ 04″ E / 41.6215094886985°N,2.25120209027596°E                                               |                                            |                             | Modifica les dades a Wikidata |
|        | Can Sabater Vell           | Lliçà d'Amunt | masia                |                                                              | 41° 37′ 20″ N, 2° 15′ 24″ E / 41.6220937867135°N,2.25657305130751°E                                               |                                            |                             | Modifica les dades a Wikidata |
|        | Can Sala                   | Lliçà d'Amunt | masia                |                                                              | 41° 38′ 05″ N, 2° 13′ 32″ E / 41.634615733314°N,2.2256855588038°E                                                 |                                            |                             | Modifica les dades a Wikidata |
|        | Can Salgot                 | Lliçà d'Amunt | masia                | Estil: arquitectura popular                                  | 41° 35′ 31″ N, 2° 12′ 31″ E / 41.592°N,2.20859°E ca:Pg. Can Salgot, 24                                            | bé cultural d'interès local                | Can Salgot                  | Modifica les dades a Wikidata |
|        | Can Samon                  | Lliçà d'Amunt | masia                |                                                              | 41° 36′ 46″ N, 2° 15′ 45″ E / 41.6126652022327°N,2.26246633466656°E                                               |                                            |                             | Modifica les dades a Wikidata |
|        | Can Seguer                 | Lliçà d'Amunt | masia                |                                                              | 41° 37′ 32″ N, 2° 13′ 05″ E / 41.62559722°N,2.21817472°E 190 msnm                                                 |                                            |                             | Modifica les dades a Wikidata |
|        | Can Senalla                | Lliçà d'Amunt | masia                |                                                              | 41° 37′ 31″ N, 2° 13′ 28″ E / 41.6253948117363°N,2.22451926535802°E                                               |                                            |                             | Modifica les dades a Wikidata |
|        | Can Serra                  | Lliçà d'Amunt | masia                |                                                              | 41° 36′ 47″ N, 2° 15′ 54″ E / 41.6130513789702°N,2.26510241239114°E                                               |                                            |                             | Modifica les dades a Wikidata |
|        | Can Sisi                   | Lliçà d'Amunt | masia                |                                                              | 41° 37′ 42″ N, 2° 13′ 10″ E / 41.6284137845962°N,2.21942897987574°E                                               |                                            |                             | Modifica les dades a Wikidata |
|        | Can Teixidor               | Lliçà d'Amunt | masia                |                                                              | 41° 36′ 45″ N, 2° 15′ 17″ E / 41.6123907387103°N,2.25482415947573°E                                               |                                            |                             | Modifica les dades a Wikidata |
|        | Can Torres                 | Lliçà d'Amunt | masia                |                                                              | 41° 36′ 32″ N, 2° 11′ 53″ E / 41.60889°N,2.19808°E ca:Palaudàries                                                 | bé cultural d'interès local                |                             | Modifica les dades a Wikidata |
|        | Can Valentí                | Lliçà d'Amunt | masia                |                                                              | 41° 36′ 00″ N, 2° 14′ 54″ E / 41.5998921508353°N,2.24842811505725°E                                               |                                            |                             | Modifica les dades a Wikidata |
|        | Can Vinyes                 | Lliçà d'Amunt | masia                |                                                              | 41° 36′ 30″ N, 2° 16′ 02″ E / 41.608200870802°N,2.26719767896653°E                                                |                                            |                             | Modifica les dades a Wikidata |
|        | Can Vinyeta                | Lliçà d'Amunt | masia                |                                                              | 41° 37′ 43″ N, 2° 14′ 28″ E / 41.6285679609423°N,2.24110821250878°E                                               |                                            |                             | Modifica les dades a Wikidata |
|        | Can Xicota                 | Lliçà d'Amunt | masia                | Estil: arquitectura popular                                  | 41° 36′ 57″ N, 2° 14′ 59″ E / 41.6157°N,2.24966°E ca:Camí Vell de Granollers                                      | bé integrant del patrimoni cultural català |                             | Modifica les dades a Wikidata |
|        | Hostal de l'Arengada       | Lliçà d'Amunt | masia                | Estil: arquitectura popular                                  | 41° 37′ 54″ N, 2° 13′ 31″ E / 41.63171°N,2.22523°E                                                                | bé integrant del patrimoni cultural català |                             | Modifica les dades a Wikidata |
|        | el Forn d'Obra             | Lliçà d'Amunt | masia                |                                                              | 41° 35′ 47″ N, 2° 11′ 48″ E / 41.5964518109333°N,2.19654802176797°E                                               |                                            |                             | Modifica les dades a Wikidata |
|        | el Mas                     | Lliçà d'Amunt | masia                |                                                              | 41° 35′ 41″ N, 2° 12′ 07″ E / 41.5946695354914°N,2.20188556715809°E                                               |                                            |                             | Modifica les dades a Wikidata |
|        | el Pinar                   | Lliçà d'Amunt | masia                | Estil: arquitectura popular                                  | 41° 37′ 45″ N, 2° 14′ 04″ E / 41.62917°N,2.23454°E                                                                | bé integrant del patrimoni cultural català |                             | Modifica les dades a Wikidata |
|        | la Casa Nova               | Lliçà d'Amunt | masia                |                                                              | 41° 37′ 11″ N, 2° 14′ 16″ E / 41.6197818786721°N,2.23776625426771°E                                               |                                            |                             | Modifica les dades a Wikidata |
|        | la Torre del Pla           | Lliçà d'Amunt | masia                | Estil: arquitectura popular                                  | 41° 37′ 18″ N, 2° 14′ 22″ E / 41.62165°N,2.23936°E                                                                | bé integrant del patrimoni cultural català | La Torre del Pla            | Modifica les dades a Wikidata |

## nucli d'entitat singular de població
| imatge | Nom                 | Ubicat a             | instància de                                                                           | Detalls  | coordenades                                                                  | Protecció | Commons (més fotos) | Dades a WD                    |
| ------ | ------------------- | -------------------- | -------------------------------------------------------------------------------------- | -------- | ---------------------------------------------------------------------------- | --------- | ------------------- | ----------------------------- |
|        | Can Ballestà        | el Pla Lliçà d'Amunt | nucli d'entitat singular de població                                                   | 96 hab   | 41° 37′ 45″ N, 2° 13′ 47″ E / 41.62924602°N,2.22960201°E 171 msnm            |           |                     | Modifica les dades a Wikidata |
|        | Lliçà d'Amunt       | el Pla Lliçà d'Amunt | nucli d'entitat singular de població capital municipal ens local històric de Catalunya | 2442 hab | 41° 36′ 40″ N, 2° 14′ 18″ E / 41.61098359°N,2.23831648°E 142 msnm            |           |                     | Modifica les dades a Wikidata |
|        | Raval de Can Xicota | Lliçà d'Amunt el Pla | nucli d'entitat singular de població                                                   | 72 hab   | 41° 36′ 38″ N, 2° 15′ 11″ E / 41.61044905°N,2.25296471°E 156 msnm            |           |                     | Modifica les dades a Wikidata |
|        | la Pineda Feu       | el Pla Lliçà d'Amunt | nucli d'entitat singular de població pineda                                            | 421 hab  | 41° 37′ 28″ N, 2° 13′ 33″ E / 41.6244930108605°N,2.22569448624842°E 187 msnm |           |                     | Modifica les dades a Wikidata |

## nucli de població
| imatge | Nom                | Ubicat a                  | instància de                                           | Detalls  | coordenades                                                                  | Protecció | Commons (més fotos) | Dades a WD                    |
| ------ | ------------------ | ------------------------- | ------------------------------------------------------ | -------- | ---------------------------------------------------------------------------- | --------- | ------------------- | ----------------------------- |
|        | Ca l'Artigues      | Lliçà d'Amunt la Serra    | nucli de població nucli d'entitat singular de població | 2610 hab | 41° 37′ 25″ N, 2° 12′ 07″ E / 41.623643937889°N,2.2018088457071°E 211 msnm   |           |                     | Modifica les dades a Wikidata |
|        | Ca l'Esteper       | la Serra Lliçà d'Amunt    | nucli de població nucli d'entitat singular de població | 1122 hab | 41° 36′ 28″ N, 2° 13′ 20″ E / 41.60788845°N,2.222290274°E 180 msnm           |           |                     | Modifica les dades a Wikidata |
|        | Can Costa          | Lliçà d'Amunt la Serra    | nucli de població nucli d'entitat singular de població | 180 hab  | 41° 36′ 55″ N, 2° 12′ 34″ E / 41.6152409662281°N,2.20956569469178°E 200 msnm |           |                     | Modifica les dades a Wikidata |
|        | Can Farell         | Lliçà d'Amunt el Pla      | nucli de població nucli d'entitat singular de població | 881 hab  | 41° 37′ 53″ N, 2° 12′ 45″ E / 41.6314194645145°N,2.21242949557478°E 219 msnm |           |                     | Modifica les dades a Wikidata |
|        | Can Franquesa      | el Pla Lliçà d'Amunt      | nucli de població nucli d'entitat singular de població | 22 hab   | 41° 36′ 10″ N, 2° 15′ 45″ E / 41.60272811°N,2.2624499°E 190 msnm             |           |                     | Modifica les dades a Wikidata |
|        | Can Lledó          | Lliçà d'Amunt Palaudàries | nucli de població nucli d'entitat singular de població | 367 hab  | 41° 35′ 09″ N, 2° 12′ 04″ E / 41.58580903436°N,2.2010753361029°E 126 msnm    |           |                     | Modifica les dades a Wikidata |
|        | Can Peret Manent   | el Pla Lliçà d'Amunt      | nucli de població nucli d'entitat singular de població | 19 hab   | 41° 36′ 31″ N, 2° 14′ 19″ E / 41.60862614°N,2.23868024°E                     |           |                     | Modifica les dades a Wikidata |
|        | Can Roure          | Palaudàries Lliçà d'Amunt | nucli de població nucli d'entitat singular de població | 427 hab  | 41° 36′ 00″ N, 2° 12′ 21″ E / 41.60006281°N,2.20570979°E 168 msnm            |           |                     | Modifica les dades a Wikidata |
|        | Can Rovira         | Palaudàries Lliçà d'Amunt | nucli de població nucli d'entitat singular de població | 1903 hab | 41° 36′ 12″ N, 2° 11′ 52″ E / 41.60332284°N,2.19784557°E 176 msnm            |           |                     | Modifica les dades a Wikidata |
|        | Can Salgot         | Lliçà d'Amunt Palaudàries | nucli de població nucli d'entitat singular de població | 2386 hab | 41° 35′ 44″ N, 2° 12′ 59″ E / 41.5954722321316°N,2.21644233242227°E 176 msnm |           |                     | Modifica les dades a Wikidata |
|        | Can Xicota         | Lliçà d'Amunt el Pla      | nucli de població nucli d'entitat singular de població | 484 hab  | 41° 36′ 51″ N, 2° 15′ 22″ E / 41.6140646394579°N,2.25599312600515°E 148 msnm |           |                     | Modifica les dades a Wikidata |
|        | Masbó              | Palaudàries Lliçà d'Amunt | nucli de població nucli d'entitat singular de població | 583 hab  | 41° 35′ 11″ N, 2° 12′ 36″ E / 41.58629374°N,2.21005348°E 144 msnm            |           |                     | Modifica les dades a Wikidata |
|        | Palaudalba         | Lliçà d'Amunt Palaudàries | nucli de població nucli d'entitat singular de població | 529 hab  | 41° 35′ 21″ N, 2° 11′ 45″ E / 41.5892411386639°N,2.19584558627091°E 168 msnm |           |                     | Modifica les dades a Wikidata |
|        | Pinedes del Vallès | la Serra Lliçà d'Amunt    | nucli de població nucli d'entitat singular de població | 896 hab  | 41° 36′ 36″ N, 2° 12′ 39″ E / 41.60988071°N,2.21096609°E 177 msnm            |           |                     | Modifica les dades a Wikidata |
|        | Raval de Merlès    | Lliçà d'Amunt el Pla      | nucli de població nucli d'entitat singular de població | 46 hab   | 41° 36′ 32″ N, 2° 15′ 03″ E / 41.6088436882496°N,2.2509405276085°E 168 msnm  |           |                     | Modifica les dades a Wikidata |
|        | Santa Justa        | el Pla Lliçà d'Amunt      | nucli de població nucli d'entitat singular de població | 20 hab   | 41° 37′ 29″ N, 2° 14′ 56″ E / 41.62463605°N,2.24893571°E 158 msnm            |           |                     | Modifica les dades a Wikidata |
|        | Torre del Pla      | Lliçà d'Amunt             | nucli de població                                      |          | 41° 37′ 20″ N, 2° 14′ 34″ E / 41.622118797227°N,2.2426403020558°E            |           |                     | Modifica les dades a Wikidata |
|        | Veïnat de Migdia   | el Pla Lliçà d'Amunt      | nucli de població nucli d'entitat singular de població | 75 hab   | 41° 36′ 10″ N, 2° 15′ 01″ E / 41.60280316°N,2.25036485°E 123 msnm            |           |                     | Modifica les dades a Wikidata |
|        | el Pinar           | el Pla Lliçà d'Amunt      | nucli de població nucli d'entitat singular de població | 299 hab  | 41° 37′ 44″ N, 2° 14′ 00″ E / 41.62879297°N,2.23324493°E 186 msnm            |           |                     | Modifica les dades a Wikidata |
|        | la Cruïlla         | el Pla Lliçà d'Amunt      | nucli de població nucli d'entitat singular de població | 36 hab   | 41° 37′ 33″ N, 2° 14′ 08″ E / 41.62587134°N,2.23545235°E 158 msnm            |           |                     | Modifica les dades a Wikidata |
|        | la Serra           | el Pla Lliçà d'Amunt      | nucli de població nucli d'entitat singular de població | 58 hab   | 41° 34′ 28″ N, 2° 12′ 49″ E / 41.574395°N,2.213719°E 114 msnm                |           |                     | Modifica les dades a Wikidata |
|        | les Oliveres       | Lliçà d'Amunt el Pla      | nucli de població nucli d'entitat singular de població | 38 hab   | 41° 36′ 32″ N, 2° 16′ 05″ E / 41.608772431672°N,2.2679990638597°E 228 msnm   |           |                     | Modifica les dades a Wikidata |

## polígon industrial
| imatge | Nom                                          | Ubicat a      | instància de       | Detalls | coordenades                                                         | Protecció | Commons (més fotos) | Dades a WD                    |
| ------ | -------------------------------------------- | ------------- | ------------------ | ------- | ------------------------------------------------------------------- | --------- | ------------------- | ----------------------------- |
|        | Polígon d'activitat econòmica de Can Montcau | Lliçà d'Amunt | polígon industrial |         | 41° 36′ 06″ N, 2° 15′ 24″ E / 41.6018013234249°N,2.25668601604176°E |           |                     | Modifica les dades a Wikidata |
|        | Polígon industrial El Molí d'en Fonolleda    | Lliçà d'Amunt | polígon industrial |         | 41° 36′ 13″ N, 2° 14′ 38″ E / 41.6035102032561°N,2.24387398276707°E |           |                     | Modifica les dades a Wikidata |
|        | Polígon industrial Tenes                     | Lliçà d'Amunt | polígon industrial |         | 41° 36′ 41″ N, 2° 14′ 39″ E / 41.6113208114106°N,2.24408282278669°E |           |                     | Modifica les dades a Wikidata |

## rellotge de sol
| imatge | Nom                                | Ubicat a      | instància de    | Detalls      | coordenades                                                                                    | Protecció | Commons (més fotos) | Dades a WD                    |
| ------ | ---------------------------------- | ------------- | --------------- | ------------ | ---------------------------------------------------------------------------------------------- | --------- | ------------------- | ----------------------------- |
|        | rellotge de sol de Ca l'Amell Gros | Lliçà d'Amunt | rellotge de sol |              | 41° 37′ 41″ N, 2° 14′ 49″ E / 41.62799°N,2.24695°E ca:Camí de Ca l'Amell a l'Atmella           |           |                     | Modifica les dades a Wikidata |
|        | rellotge de sol del Pinar          | Lliçà d'Amunt | rellotge de sol | 20th century | 41° 37′ 45″ N, 2° 14′ 04″ E / 41.6290366°N,2.2344947°E ca:Carretera de Parets a Bigues núm. 25 |           |                     | Modifica les dades a Wikidata |

## Misc
| imatge | Nom                                          | Ubicat a                                                       | instància de              | Detalls                        | coordenades                                                                                              | Protecció                                  | Commons (més fotos) | Dades a WD                    |
| ------ | -------------------------------------------- | -------------------------------------------------------------- | ------------------------- | ------------------------------ | --- | ------------------------------------------ | ------------------- | ----------------------------- |
|        | BV-1435                                      | Lliçà d'Amunt Santa Eulàlia de Ronçana Bigues i Riells del Fai | carretera                 |                                | 41° 37′ 36″ N, 2° 14′ 05″ E / 41.6266°N,2.23469°E                                                        |                                            |                     | Modifica les dades a Wikidata |
|        | Casal de Palaudàries                         | Lliçà d'Amunt                                                  | estructura arquitectònica |                                | 41° 35′ 31″ N, 2° 12′ 10″ E / 41.59206771850586°N,2.202676057815552°E ca:Palaudàries                     |                                            |                     | Modifica les dades a Wikidata |
|        | Molí d'en Comes                              | Lliçà d'Amunt                                                  | molí d'aigua              | Estil: arquitectura popular    | 41° 37′ 37″ N, 2° 14′ 31″ E / 41.6268800527647°N,2.24193232395245°E                                      | bé integrant del patrimoni cultural català |                     | Modifica les dades a Wikidata |
|        | Monument als donants de sang a Lliçà d'Amunt | Lliçà d'Amunt                                                  | monument                  | 2014-02-13 Ample: 1m Alt: 0.5m | 41° 37′ 34″ N, 2° 14′ 14″ E / 41.626133333333335°N,2.2371333333333334°E                                  |                                            |                     | Modifica les dades a Wikidata |
|        | aqüeducte de Can Xicota                      | Lliçà d'Amunt                                                  | aqüeducte                 |                                | | bé integrant del patrimoni cultural català |                     | Modifica les dades a Wikidata |
|        | bassa de Can Dunyó                           | Lliçà d'Amunt                                                  | zona humida               |                                | 41° 35′ 54″ N, 2° 14′ 43″ E / 41.598386°N,2.245213°E 111 msnm                                            |                                            | Bassa de Can Dunyó  | Modifica les dades a Wikidata |
|        | bassa del molí de Can Comes                  | Lliçà d'Amunt                                                  | bassa                     |                                | 41° 37′ 35″ N, 2° 14′ 38″ E / 41.6264463°N,2.2438123°E ca:Entre el riu Tenes i la carretera C-1415b      |                                            |                     | Modifica les dades a Wikidata |
|        | casa consistorial de Lliçà d'Amunt           | Lliçà d'Amunt                                                  | casa consistorial         |                                | 41° 36′ 30″ N, 2° 14′ 22″ E / 41.60843171427348°N,2.2394151024149136°E                                   |                                            |                     | Modifica les dades a Wikidata |
|        | dolmen de Santa Justa                        | Lliçà d'Amunt                                                  | dolmen                    |                                | 41° 37′ 29″ N, 2° 15′ 01″ E / 41.6248274850294°N,2.2503354009711°E                                       |                                            |                     | Modifica les dades a Wikidata |
|        | el Tenes                                     | província de Barcelona Moianès Vallès Oriental                 | curs d'aigua              | Desemboca: Besòs Llarg: 32.5km | 41° 44′ 53″ N, 2° 09′ 35″ E / 41.748152°N,2.15967°E 41° 32′ 28″ N, 2° 13′ 49″ E / 41.541249°N,2.230325°E |                                            | El Tenes            | Modifica les dades a Wikidata |
|        | planes i bosc de ca l'Amell                  | Lliçà d'Amunt                                                  | bosc plana indret         |                                | 41° 37′ 42″ N, 2° 14′ 48″ E / 41.6284111°N,2.246629°E ca:A l'entorn de la masia de Ca l'Amell Gros       |                                            |                     | Modifica les dades a Wikidata |